# Kustflottan
Kustflottan (Kfl) var en sjöstyrka inom svenska marinen som verkade i olika former åren 1904–2000. 

## Historik
Kustflottan sammanfördes till en sjöstyrka under gemensamt befäl första gången på västkusten i samband med unionskrisen 1904. Kustflottan var till år 1994 en marin myndighet. Efter bildandet av myndigheten Försvarsmakten 1994, fanns Kustflottan kvar som förband till år 2000. Med försvarsbeslutet 2000 beslöts att den svenska kustflottan skulle utgå som sjöstyrka, vilket skedde den 30 juni 2000.

## Verksamhet
Kustflottan var ett utbildningsförband inom flottan som främst bestod av ytattack-, ubåts-, minerings- och minröjningsenheter. Utöver uppgiften att utbilda och öva fartygsbesättningar i fred, var förbandet en rörlig strategisk resurs som kunde utnyttjas för kraftsamling i ett visst område innan ett läge blev så allvarligt att ledningen övertogs av territoriell chef (chef för marinkommando eller motsvarande). Chefen för kustflottan hade konteramirals grad och disponerade en stab, Flaggen.

## Kustflottans baser
- Blekingebasen (BleB) i Karlskrona i Blekinge
- Fårösundsbasen (FårB) i Fårösund på Gotland
- Grebbestadsbasen (GreB) i Grebbestad i Bohuslän
- Gräddöbasen (GröB) på Gräddö utanför Norrtälje i Roslagen
- Gullmarsbasen (GullB) i Skredsvik norr om Uddevalla i Bohuslän
- Hemsöbasen (HemB) på Hemsön utanför Härnösand i Ångermanland
- Järnaviksbasen (JvB) vid Järnaviks naturreservat, ersattes 1959 av Blekingebasen
- Marstrandsbasen (MarB) i Marstrand i Bohuslän
- Orrfjärdsbasen (OrrB) i Gryts skärgård norr om Västervik i Östergötland
- Saxarfjärdsbasen (SaxB) på Rindö utanför Vaxholm i Roslagen
- Stockholmsbasen (StoB) med Stockholms örlogsvarv (ÖVS) på Skeppsholmen i Stockholm
- Södertörnsbasen (SörB) delad på Ingarö och Horsfjärden utanför Berga örlogsbas, var Kustflottans huvudbas i fred och krig

## Kustflottans stabsfartyg
- HMS Patricia
- HMS Äran
- HMS Oscar II
- HMS Sverige
- HMS Drottning Victoria
- HMS Gustav V
- HMS Marieholm
- HMS Tre Kronor
- HMS Göta Lejon
- HMS Visborg

## Förbandschefer
| Högste Befälhavare för Kusteskadern (H.B.K.) - 1904–1906: Wilhelm Dyrssen - 1906–1907: Carl Olsen - 1907–1916: Wilhelm Dyrssen - 1916–1918: Carl August Ehrensvärd | Högste Befälhavare för Kustflottan (H.B.K.) - 1919–1919: Carl August Ehrensvärd - 1919–1923: Carl Alarik Wachtmeister - 1923–1925: C Fredrik W Riben - 1926–1927: Otto E Lybeck - 1927–1931: C Harald Åkermark |

| Chefer för Kustflottan (CKF) - 1931–1933: C Harald Åkermark - 1933–1939: Fabian Tamm - 1939–1942: Gösta Ehrensvärd - 1942–1945: Yngve Ekstrand - 1946–1950: Erik Samuelson - 1950–1953: Stig H:son Ericson - 1953–1957: Erik V P af Klint - 1957–1961: Bertil Berthelsson | Chefer för Kustflottan (CKF) - 1961–1966: Einar Blidberg - 1966–1970: Dag Arvas - 1970–1977: Christer Kierkegaard - 1977–1980: Bengt G Rasin - 1980–1982: Bror Stefenson - 1982–1985: Jan Enquist - 1985–1990: Claes Tornberg - 1990–1994: Sten Swedlund - 1994–1998: Frank Rosenius |

| Flaggkaptener - 1902–1902: Sten Ankarcrona - 1903–1903: Sten Ankarcrona - 1903–1907: ? - 1907–1907: Carl August Ehrensvärd - 1907–1917: ? - 1917–1918: Carl Alarik Wachtmeister - 1918–1919: ? - 1919–????: Gustaf Richard Starck - ????–1923 - 1923–1925: Charles de Champs - 1925–1930: Claës Lindsström - 1930–1931: Fabian Tamm - 1932–1933: Hans Simonsson - 1933–1936: Gösta Ehrensvärd - 1937–1939: Yngve Ekstrand - 1939–1941: Helge Strömbäck - 1941–1943: Erik Anderberg - 1943–1945: Erik Samuelson - 1946–1948: John Wirström - 1948–1950: ? - 1950–1951: Erik af Klint - 1951–1953: Bertil Berthelsson - 1953–1956: Einar Blidberg - 1956–1959: Åke Lindemalm - 1959–1964: Magnus Starck - 1964–1966: Nils-Erik Ödman - 1966–1971: Alf Berggren - 1971–1973: Göte Blom - 1973–1973: Sigurd Håkansson - 1974–1978: Åke Johnson - 1978–1980: Lennart Forsman - 1980–1980: Bengt O'Konor - 1980–1985: ? - 1983–1985: Claes Tornberg - 1985–1986: Gustaf Taube - 1986-1988: Bengt Uggla - 1988–1989: Frank Rosenius - 1989-1992: Emil Svensson - 1993-1994: ? - 1994–1996: Olof Jonsson - 1996–1998: Anders Stävberg |

## Namn, beteckning och förläggningsort
| Kungl. Kusteskadern | 1904-??-?? | – | 1919-??-?? |
| Kungl. Kustflottan  | 1919-??-?? | – | 1974-12-31 |
| Kustflottan         | 1975-01-01 | – | 2000-06-30 |

| Kfl | 1904-??-?? | – | 2000-06-30 |

| okänt | 1904-??-?? | – | 2000-06-30 |